# Cincha (equitación)

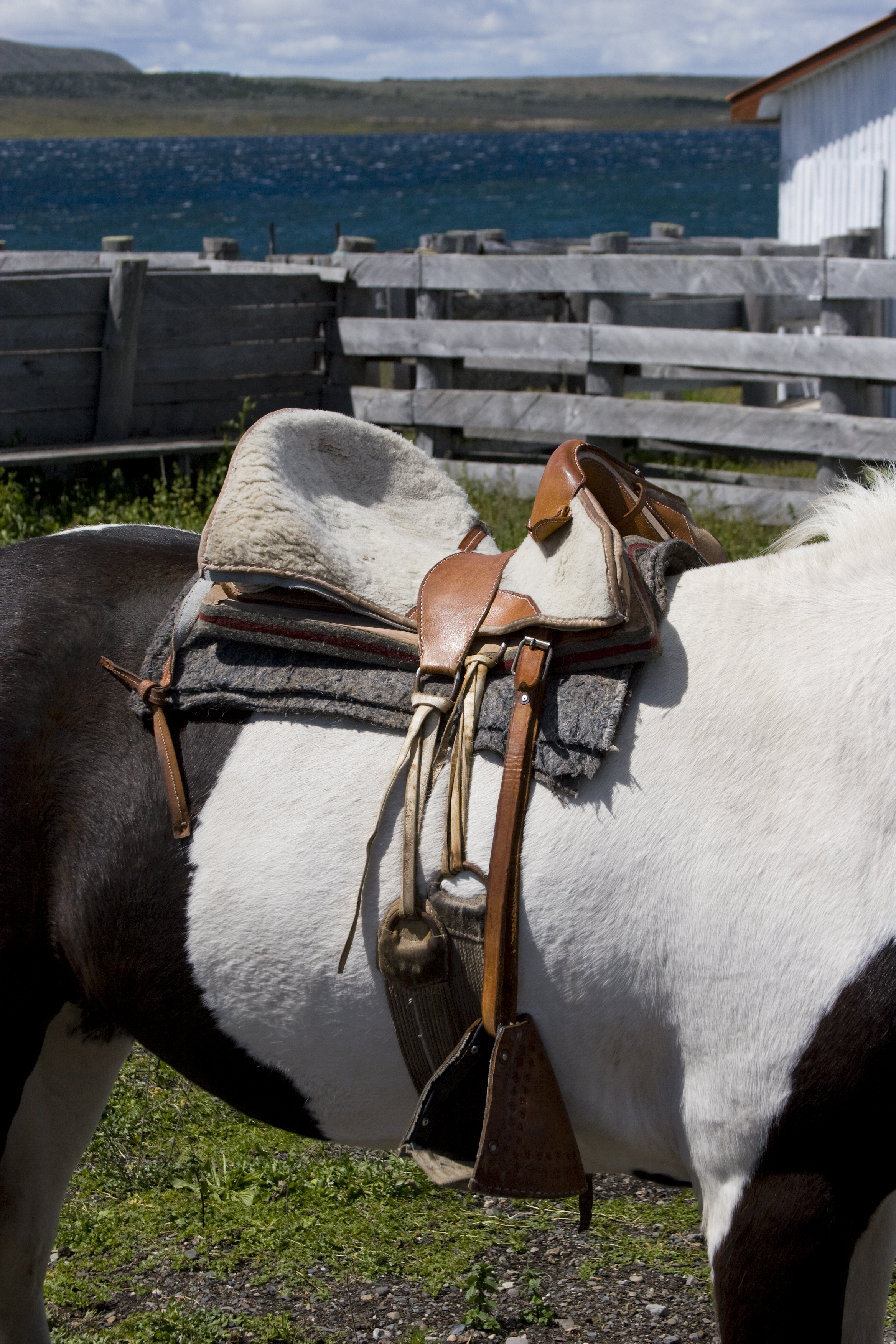
Cincha en una silla chilena.

Las cinchas son una especie de fajas, comúnmente de tela de cáñamo y ribeteadas de cordobán o de cuero, que abrazan y sujetan la silla del caballo sobre su lomo.

## Tipos de cinchas
Se distinguen dos tipos de cinchas:
- cincha forcada se divide por cada uno de sus extremos en dos puntas que, con sus hebillas, está siempre pendiente de los contrafuertes del lado derecho de la silla y viene por el otro lado abrazando la cinchera del caballo a enhebillarse, por las otras dos puntas, en los contrafuertes del lado izquierdo
- cincha maestra o sobrecincha, es una especie de faja recta e igual del uno al otro cabo que pasa sobre las barras de la silla y viene, abrazando y sujetando la cincha forcada y la cinchera del caballo a enhebillarse por su cabo de arriba en una correa llamada latiguera que tiene cosida en el otro cabo, que es por lo que la maestra da vuelta y se sube y se baja por bajo de la falda de la silla como se quiere.